# Onni Lappalainen
Onni Armas "Onski" Lappalainen, född 30 juli 1922 i S:t Michels landskommun, död 12 januari 1971 i S:t Michel, var en finländsk gymnast.
Han ingick i det finländska lag som tog OS-brons i lagmångkampen i samband med de olympiska gymnastiktävlingarna 1952 i Helsingfors och i laget som tog OS-brons i lagmångkampen i samband med de olympiska gymnastiktävlingarna 1956 i Melbourne.